# Keep On Smilin'
«Keep On Smilin'» es una canción compuesta e interpretada por la banda estadounidense Wet Willie. Fue publicada el 15 de marzo de 1974 como el sencillo principal de su tercer álbum de estudio, Keep On Smilin'.

## Escritura y temática
De acuerdo a Jimmy Hall, líder y cofundador de Wet Willie, el productor Tom Dowd brindó algunos consejos cruciales sobre la grabación, en particular sobre su estructura. «Keep On Smilin'» se originó del guitarrista Ricky Hirsch. “Ricky vino a mí con un riff de guitarra. Dijo: ‘Escucha este riff, es bastante pegadizo, ¿qué te parece?’”, declaró Hall en una entrevista con el editor de American Songwriter, Hal Horowitz. Hall, que acababa de terminar una serie de letras, comenzó a cantar con el riff de Hirsch y “le quedó como un guante. En un día lo teníamos bastante bien formado”.

## Recepción de la crítica
Un escritor no especificado de la revista Cash Box describió «Keep On Smilin'» como “un blues roquero moderado de ritmo constante con una poderosa voz principal (que recuerda mucho a un tal Van Morrison), un coro casi angelical tipo góspel y una musicalidad ajustada”.

## Lista de canciones
Todas las canciones escritas y compuestas por Wet Willie.
1. «Keep On Smilin'» – 3:25
2. «Soul Jones» – 3:15

## Posicionamiento

### Gráfica semanal
| Gráfica (1974)                            | Pico de posición |
| ----------------------------------------- | ---------------- |
| Canadá (RPM Top Singles)                  | 21               |
| Estados Unidos (Billboard Hot 100)        | 10               |
| Estados Unidos (Cash Box Top 100 Singles) | 15               |

### Gráfica de fin de año
| Gráfica (1974)                     | Pico de posición |
| ---------------------------------- | ---------------- |
| Canadá (RPM Top Singles)           | 181              |
| Estados Unidos (Billboard Hot 100) | 66               |